# Bogumił Strzyżewski
Bogumił Sławomir Strzyżewski (ur. 6 kwietnia 1933 w Żurominie, zm. 28 grudnia 2019 w Warszawie) – polski specjalista w zakresie ekonomiki i organizacji produkcji zwierzęcej, prof. dr hab.

## Życiorys
Syn Włodzimierza i Czesławy. Obronił pracę doktorską, następnie habilitował się na podstawie dorobku naukowego i pracy. 9 października 1990 nadano mu tytuł profesora w zakresie nauk rolniczych. Pracował w Katedrze Szczegółowej Hodowli Zwierząt na Wydziale Nauk o Zwierzętach w Szkole Głównej Gospodarstwa Wiejskiego w Warszawie.
Od 1981 do 1987 piastował funkcję prodziekana na Wydziale Zootechnicznym w Szkole Głównej Gospodarstwa Wiejskiego w Warszawie, a od 1980 do 2003 był kierownikiem w Zakładzie Ekonomiki i Organizacji Produkcji Zwierzęcej.
Zmarł 28 grudnia 2019 (kwatera 211-1-18).

## Odznaczenia
- Odznaka honorowa „Zasłużony dla Rolnictwa”[2]
- Odznaka Honorowa "Za Zasługi dla SGGW[2]
- Medal Komisji Edukacji Narodowej[2]
- Złoty Krzyż Zasługi[2]

## Publikacje
- 1976: Wpływ wielkości stada i zastosowanej technologii produkcji zwierzęcej na poziom nakładów robocizny w gospodarstwach indywidualnych = Vliânie razmerov stada i primenâemoj tehnologii životnovodstva v individual'nyh hozâjstvah na uroven' zatrat rabočej siły[1]
- 1982: Specjalizacja gospodarstw indywidualnych w produkcji zwierzęcej / Stefan Mandecki, Barbara Lewandowska, Bogumił Strzyżewski ; Polska Akademia Nauk, Wydział Nauk Rolniczych i Leśnych[1]
- 1999: Ekonomika i organizacja produkcji zwierzęcej : tabele do ćwiczeń : [praca zbiorowa / pod kierunkiem Bogumiła Strzyżewskiego ; aut. Bożena Wojtyra et al.] ; Szkoła Główna Gospodarstwa Wiejskiego. Katedra Szczegółowej Hodowli Zwierząt. Zakład Ekonomiki i Organizacji Produkcji Zwierzęcej[5]